# Abraham Lincoln (Flannery)
La Abraham Lincoln è una scultura in marmo raffigurante il presidente degli Stati Uniti d'America Abraham Lincoln, creazione dell'artista irlandese americano Lot Flannery; è situata di fronte al vecchio municipio del Distretto di Columbia (District of Columbia City Hall) a Washington.
La statua fu inizialmente installata a diversi isolati di distanza dal Teatro Ford, il luogo ove si consumò l'assassinio di Abraham Lincoln.

## Storia e descrizione
Dedicata ufficialmente nel 1868, il terzo anniversario della morte, (sarà quindi uno dei primissimi memoriali e monumenti unionisti), con presenti i maggiori dignitari dell'epoca: alla cerimonia di inaugurazione parteciparono il presidente Andrew Johnson assieme al comandante generale dell'esercito statunitense Ulysses S. Grant e ai generali dell'Unione William Tecumseh Sherman e Winfield Scott Hancock.
L'opera verrà successivamente rimossa e ri-dedicata per ben due volte. La prima riconsacrazione avvenne nel 1923 a seguito di un'ondata di sostegno popolare proveniente da una larga parte di cittadini e da un folto gruppo di veterani di guerra; la statua fu quindi restaurata.
La seconda riconsacrazione si è invece svolta nel 2009 dopo una ristrutturazione dalla durata triennale del vecchio municipio; è il memoriale degli Stati Uniti d'America più antico ancora esistente tra quelli creati in ricordo del presidente. In precedenza esso si trovava sulla cima di una colonna, ma diversamente ora poggia su una base ottagonale di granito che fa da piedistallo.